# Algarrobo (Magdalena)
Algarrobo é um município da Colômbia, localizado no departamento de Magdalena.